# Puljutunturi
Puljutunturi är ett berg i Finland.   Det ligger i den ekonomiska regionen  Fjäll-Lappland  och landskapet Lappland, i den norra delen av landet, 900 km norr om huvudstaden Helsingfors. Toppen på Puljutunturi är 451 meter över havet.
Terrängen runt Puljutunturi är huvudsakligen platt.  Trakten runt Puljutunturi är nära nog obefolkad, med mindre än två invånare per kvadratkilometer. Omgivningarna runt Puljutunturi är i huvudsak ett öppet busklandskap.